# Isla Chira
Isla Chira är en ö i Costa Rica.   Den ligger i provinsen Puntarenas, i den västra delen av landet, 120 km väster om huvudstaden San José. Arean är 43 kvadratkilometer.
Terrängen på Isla Chira är platt. Öns högsta punkt är 242 meter över havet. Den sträcker sig 5,9 kilometer i nord-sydlig riktning, och 11,5 kilometer i öst-västlig riktning.